# Ogończyk (herb szlachecki)
Ogończyk (Ogonowije, Ogonowye, Powala, Ogon, Ogony, Ogonowie, Ogończyc, Powała, Pogończyk, Hogon, Ogoniec) – polski herb szlachecki, wzmiankowany w najstarszym zachowanym do dziś polskim herbarzu, Insignia seu clenodia Regis et Regni Poloniae, spisanym przez historyka Jana Długosza w latach 1464–1480.
Ogończyk jest jednym z 47 herbów adoptowanych przez bojarów litewskich na mocy unii horodelskiej z 1413 roku. Przedstawiciele rodu rycerskiego Ogończyków, Wojciech z Kościoła i Mikołaj z Taczewa, adoptowali wówczas bojara, Jerzego Sangawa. Wraz z upływem czasu i rozwojem struktury szlacheckiej, Ogończykowie podzielili się na wiele rodzin. Najbardziej znane rody z późniejszych epok, pieczętujące się herbem Ogończyk to między innymi: Działyńscy i Kościeleccy.
Ogończyka używał też Łukasz Górnicki.

## Opis herbu

### Opis historyczny

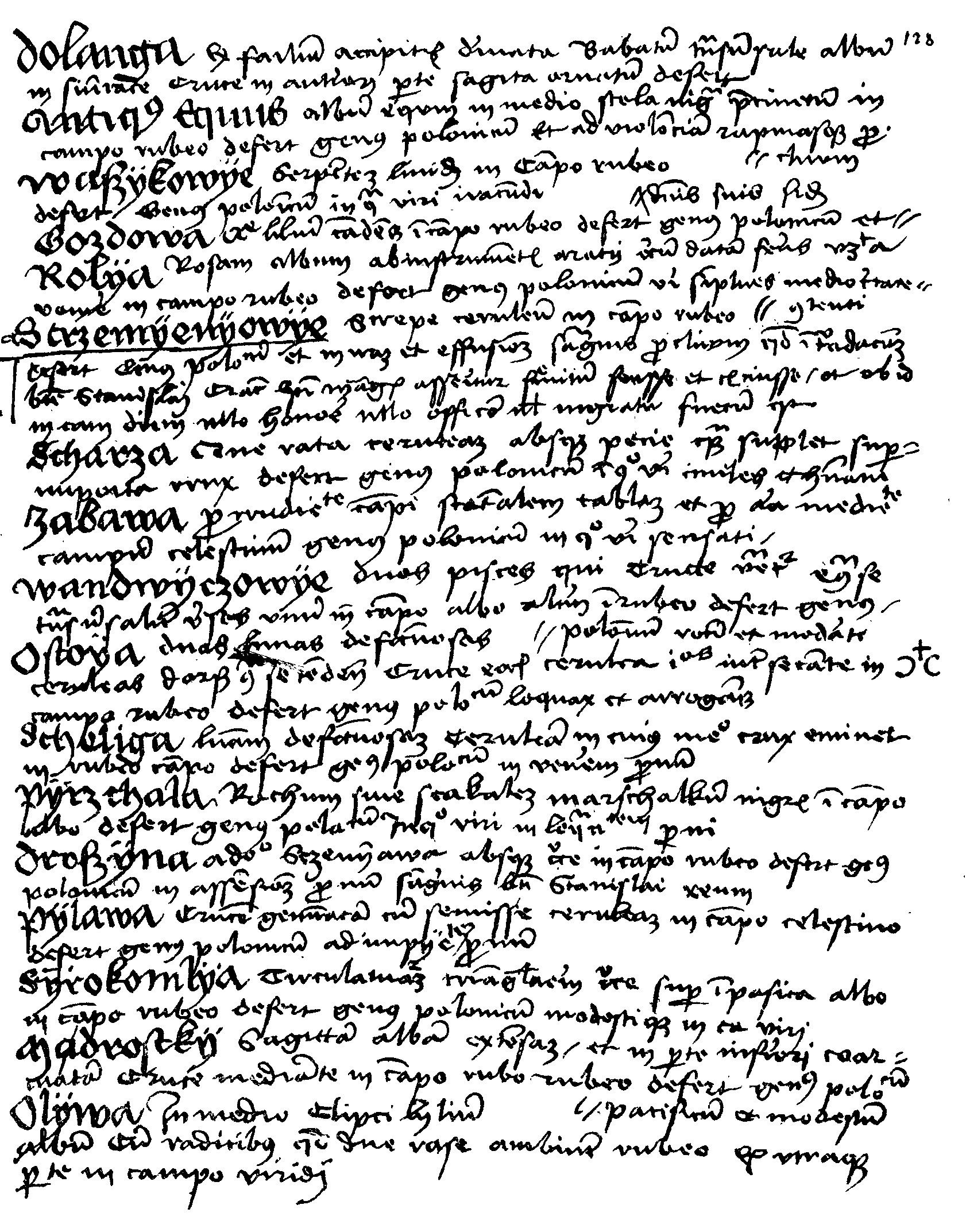
Opis herbu Powała (Ogończyk) w herbarzu Jana Długosza z lat 1464–1480 Insignia seu clenodia Regis et Regni Poloniae.

Jan Długosz blazonuje herb następująco:

Powala (...), sagittam albam parum retortam in campo rubeo defert.

Po przetłumaczeniu:

Powala (...), strzałę białą odrobinę wykręconą w polu czerwonym nosi.

Kasper Niesiecki, podając się na dzieła historyczne Bartosza Paprockiego, Szymona Okolskiego i Marcina Bielskiego opisuje herb:

Ma być pół strzały białej, żeleźcem do góry prosto wyrychtowanej, na półpierścieniu, w polu czerwonem, w hełmie dwie ręce Panieńskie od góry wyciągnione (...).

### Opis współczesny
Opis skonstruowany współcześnie brzmi następująco:
Na tarczy o polu czerwonym pół toczenicy srebrnej, na której zaćwieczona takaż rogacina.
W klejnocie dwie ręce panieńskie w szacie srebrnej, wzniesione do góry.
Labry herbowe czerwone, podbite srebrem.

## Geneza

### Pochodzenie
Za protoplastę rodu Ogończyków uważa się wymienionego w kronice Galla Anonima – Wojsława Powałę.
Paprocki, za przodków rodu Powałów-Ogończyków uważa dwóch rodzonych braci: Piotra Ogona i Andrzeja Powałę, synów Piotra z Radzikowa (w ziemi dobrzyńskiej).
Herb prawdopodobnie wywodzi się od innego herbu, który nosi nazwę Odrowąż.

### Najwcześniejsze wzmianki
Najstarsza znana pieczęć pochodzi z roku 1384 i należy do Piotra, kasztelana lubelskiego. Natomiast najstarsza zapiska sądowa pochodzi z 1401 roku.
Herb został przedstawiony wśród innych polskich herbów w Herbarzu Złotego Runa z lat 1433–1435.
Najwcześniejsze lokalne źródło heraldyczne wymieniające herb to datowane na lata 1464–1480 Insignia seu clenodia Regis et Regni Poloniae polskiego historyka Jana Długosza wywodząc go ze szlachty morawskiej. Zapisuje on informacje o herbie jako Powała wśród 71 najstarszych polskich herbów szlacheckich we fragmencie:

Powala ex familia Odrowasch deriuata, (...). Genus Morauicum, in quo viri officiosi, ad potationem procliui.

Aktem unii horodelskiej w 1413 przeniesiony na Litwę. Ród Ogończyków reprezentował Wojciech z Kościoła, kasztelan brzeski i Mikołaj z Taczowa. Do rodu został adoptowany Jerzy Sangaw.
Herb znajduje się w herbarzach: Gelre, Złotego Runa, Lyncenich, Bellenville, Codex Bergshammar i w herbarzyku Ambrożego.

### Etymologia
Powała pochodzi od nazwy osobowej Powała (Słownik Staropolskich Nazw Osobowych). Zawołanie Powała funkcjonowało wymiennie z drugą proklamacją; Ogon, w zależności od terytorialnego rozsiedlenia: Powałowie w Małopolsce, Ogonowie w ziemi kujawsko-łęczyckiej.
Ogon również pochodzi od nazwy osobowej, w tym wypadku natomiast jest nią Ogon (SSNO).

## Herbowni
Lista herbownych w artykule sporządzona została na podstawie wiarygodnych źródeł, zwłaszcza klasycznych i współczesnych herbarzy. Należy jednak zwrócić uwagę na częste zjawisko przypisywania rodom szlacheckim niewłaściwych herbów, szczególnie nasilone w czasie legitymacji szlachectwa przed zaborczymi heroldiami, co zostało następnie utrwalone w wydawanych kolejno herbarzach. Identyczność nazwiska nie musi oznaczać przynależności do danego rodu herbowego. Przynależność taką mogą bezspornie ustalić wyłącznie badania genealogiczne.
Pełna lista herbownych nie jest dziś możliwa do odtworzenia, także ze względu na zniszczenie i zaginięcie wielu akt i dokumentów w czasie II wojny światowej (m.in. w czasie powstania warszawskiego w 1944 spłonęło ponad 90% zasobu Archiwum Głównego w Warszawie, gdzie przechowywana była większość dokumentów staropolskich). Lista nazwisk znajdująca się w artykule pochodzi z Herbarza polskiego, Tadeusza Gajla (560 nazwisk). Występowanie na liście nazwiska nie musi oznaczać, że konkretna rodzina pieczętowała się herbem Ogończyk. Często te same nazwiska są własnością wielu rodzin reprezentujących wszystkie stany dawnej Rzeczypospolitej, tj. chłopów, mieszczan, szlachtę. Jest to dotychczas najpełniejsza lista herbownych, uzupełniana ciągle przez autora przy kolejnych wydaniach Herbarza. Tadeusz Gajl wymienia następujące nazwiska uprawnionych do używania herbu Ogończyk:
Afri, Aklewicz, Akulewicz, Augiński, Augustynowski, Azarewicz,
Baliński, Barłowski, Bechowski, Benedyktowicz, Bereski, Berewski, Białobłocki, Biechowski, Bielecki, Bielicki, Biszewski, Blech, Blikowski, Bloch, Blokowski, Blom, Błocha, Błochin, Bodenbruch, Bogorski, Bogurski, Bohdziewicz, Boniewski, Bonisławski, Borowiecki, Borowik, Borowski, Borysewicz, Borysiewicz, Borysowicz, Branecki, Broniewski, Bruchan, Brzuchański, Buczkowski, Bukowiecki, Bułacki, Bułat, Bułatowicz, Butowicz, Butowiecki,
Campe, Canpe, Chajkowski, Chmielewski, Chodecki, Chodorąski, Chodorecki, Chodoreński, Chodoręski, Chudziński, Chwal, Chwalęcki, Cicholewski, Cichrowski, Ciecholewski, Ciepliński, Cieśliński, Cym, Cymiński, Cynk, Czamański, Czarnołucki, Czarnorucki, Czarnorudzki, Czarnotulski, Czarnotyński, Czarpiński, Czerski, Czetkowski, Czychrowski, Czyrski, Czyszkowski, Czyżkowski, Czyżowski,
Ćwikłowski,
Dalibowski, Dalkowski, Dąbrowski, Dmosiński, Dmoszewski, Dmoszyński, Dmuszewski, Dobiecki, Dobiesławski, Dobrochowski, Dobruchowski, Dogonowski, Domajewski, Domajowski, Domasławski, Domasłowski, Domaszowa, Drwalewski, Drzewiecki, Dubiecki, Dubieniecki, Dziadkowski, Działyński, Dzieńciołowski, Dzierżewski, Dzięciołowski,
Falkowski, Fedko-Kozłowicz, Fidelicki,
Gabszewicz, Geryński, Gliwicz, Głębocki, Głuczyński, Goczewski, Godziszewski, Godziwski, Golbicki, Golennów, Goleń, Goleński, Goliński, Gołembski, Gołeński, Gołębski, Gołyński, Gornicki, Goryński, Gorzechowski, Gorzecki, Gorzędowski, Gorzycki, Goszewski, Góra, Górecki, Górnicki, Grabowski, Grodek, Grodzicki, Grodziecki, Grodź, Grosicki, Grządkowski,
Hajek, Hajko, Hajkowicz, Hajkowski, Hayko, Holt, Horodeński,
Idzikowski,
Jacewicz, Jachimowicz, Jachomowicz, Jagustynowski, Jakimowicz, Jakubowski, Jałbrzyk, Janczewski, Janiszewski, Jankowski, Jarosz, Jasionowicz, Jassonowicz, Judziewicz-Sangowicz, Jurkowski, Juszyński,
Kadzidłowski, Kamieński, Kamiński, Kijewski, Kikolski, Kikoła, Kirkil, Klepacki, Kłocki, Kłoczko, Kłodzki, Kłodzko, Kłodzkowski, Koblewski, Kochański, Koczmier, Kołakowski, Koncerewicz, Koncerowicz, Konczakowski, Kończak, Kończakowski, Kończyc, Korecki, Korzeniowski, Kostolicki, Kościelecki, Kościelski, Kotlewski, Kotliński, Kotwiński, Kotyński, Kozakowicz, Kozicki, Koziorowicz, Koziorowski, Kozłowicz, Krafft, Kraft, Kruszewski, Krynkowski, Kucborski, Kucieński, Kuciński, Kuczkowski, Kuczyński, Kumelski, Kuszel, Kutno, Kutnowski,
Lastyński, Lemiesz, Lesiewski, Lesiowski, Leszewski, Leszowski, Leurman, Leźnicki, Leżajski, Leżnicki, Lipnicki, Lisowski, Lissowski, Lodowski, Lubiecki, Ludwigowski, Ludwikowski,
Łazieński, Łaziński, Łempicki, Łętowski, Łodygowski, Łodziat, Łukowski,
Magmiszewski, Magnuszewski, Makowski, Malanowski, Malinowski, Malonowski, Malski, Maluski, Małuj, Małuja, Markos, Markusz, Markuszewicz, Markuz, Marsztyn, Mąkowski, Męciński, Męczyński, Mętowski, Mienusiński, Mierosławski, Mierowiński, Mierzwicki, Mierzwiński, Mierzyński, Mietelski, Mijakowski, Mikołajewski, Mirosławski, Mniewski, Mniszek, Mońkowski, Morawiec, Morawski, Morewicz, Mościcki, Murzynowski, Mysłakowski, Mysłowski, Myślakowski,
Nadrowski, Naumow, Niedrwicki, Niedrwiecki, Niedrzwicki, Niedrzwiński, Niedźwiecki, Niedźwiedzki, Niemyjski, Niemyski, Nowacki,
Obrąpalski, Ochmistrzowicz, Odoliński, Oganowski, Ognicki, Ogon, Ogonowski, Ohryszko, Ohryzko, Old, Olt, Ongirski, Opruth, Ossowski, Ostałowski, Ostrowicki, Ozelewski,
Pacławski, Pacyński, Paczławski, Paczyński, Padzewski, Palęcki, Palędzki, Pałyński, Paprocki, Parafianowicz, Parafinowicz, Parfianowicz, Parfienowicz, Parfinowicz, Parol, Parul, Paszczycki, Paszczyński, Patyński, Piaskowski, Piączyński, Piątkowski, Piechowski, Pietras, Pietrasz, Pietraszewicz, Pilichowski, Piotras, Piotrowicz, Piórkowski, Piskarzewski, Płaczkowski, Podleski, Podłęski, Podrez, Pogonowski, Pogorski, Pogórski, Pogulski, Pogurski, Porczyński, Potempski, Potemski, Potępski, Powała, Proszycki, Pruszkowski, Pruszyński, Puszkar, Puzynowski,
Radojewski, Radomiński, Radost, Radukowski, Radziątkowski, Radzikowski, Radziszewski, Raszkowski, Rentfiński, Resznowski, Reszyński, Rętfiński, Robak, Romaszka, Romaszko, Rosiński, Roskowski, Rosnowski, Roszkowski, Rożanowski, Rożewicz, Rożkowski, Rożnowski, Rożycki, Rożyński, Różewicz, Różycki, Różyński, Rucieński, Ruciński, Ruczyński, Rudowicz, Rudowski, Ruskowski, Ruzowski, Rypka-Walowski, Rzuchowski, Sakowski,
Sandecki, Sandrowicz, Sangaw, Sangowicz, Sankowicz, Sasin, Sądecki, Senczkowski, Sidorenko, Sidorowicz, Sieczkowski, Siedlewski, Sierakowski, Sieszkowski, Siewierski, Siwerski, Skarbek, Skarbieński, Skarbowski, Skorzewski, Skowierzyński, Skórzewski, Skrzyński, Skrzypieński, Skrzypiński, Skrzyplewski, Skwarski, Skwirczyński, Smogorzewski, Smogorzowski, Sokołowski, Songin, Stachowski, Stanisławowicz, Stański, Starosielski, Starosolski, Stefanek, Stocki, Stodulski, Strupczewski, Strybil, Strzegocki, Suchodolski, Sulek, Suleński, Suliński, Sulmowski, Susz, Suszewski, Suszycki, Syrakowski, Szeszkowski, Szołowski, Szubski, Szujkowski, Szulek, Szwab, Szwederowski, Szwejkowski, Szwyjkowski, Szwykowski, Szyraj, Śmichowski, Śmiechowski, Śniechowski, Świderski, Świeciński, Świeczyński, Święciński, Święcki, Święski,
Tolwiński, Tołwiński, Tomasiewicz, Tomaszewicz, Topolski, Trojan, Trojanowski, Trzebieński, Trzebuchowski, Trzeciak, Turski, Twardomański, Twardowski,
Ulanowski, Uwieliński,
Walowski, Wałowski, Wardzinkiewicz, Wardziukiewicz, Wąpielski, Werenicz, Werenicz-Stachowski, Wesołowski, Widlicki, Wielamowicz, Wieliczki, Wieliczko, Wiercieński, Wierciński, Wierzbicki, Wierzbowicz, Wiesiełowski, Wilamowicz, Wilewski, Wirowski, Wlewski, Włoszynowski, Wojciechowski, Wojdak, Wojeński, Wojszwiłło, Wojszyk, Wolęcki, Woliński, Wolski, Woydag, Wroczyński, Wydzierzewski, Wydzierzowski, Wysłobocki, Wysocki,
Zabrocki, Zabrodzki, Zagajewski, Zagajowski, Zakrzewski, Zaleski, Zaorski, Zapolski, Zarpalski, Zarzeczewski, Zbierzyński, Zboiński, Zboże, Zbożny, Zdzisławski, Zelski, Zenowiewicz, Ziemba, Ziembrowski, Zrzelski, Zwalski, Zwierzyński, Zwoliński, Zwolski,
Żarpalski, Żegrowski, Żelski, Żernicki, Żołtowski, Żółtowski, Żółwiński, Żórawski, Żuk, Żukowski, Żyrnicki.

## Występowanie w heraldyce terytorialnej

### Herby będące powtórzeniem rysunku Ogończyka
- Herb gminy Kotlin
- Herb gminy Boniewo
- Herb gminy Kuczbork-Osada
- Herb gminy Tarnówka
- Herb miasta i gminy Nekla
- Herb miasta i gminy Oleszyce

### Herby terytorialne nawiązujące do Ogończyka
- Herb Pińczowa
- Herb Pragi-Północ
- Herb gminy Kikół

## Odmiany
| Odmiany herbu Ogończyk |

Juliusz Karol Ostrowski w swojej Księdze herbowej rodów polskich podaje również następujące odmiany herbu:
- Ogończyk II – odmiana z dwiema rękami zbrojnymi w koronie, trzymającymi pół pierścienia. Przysługiwała m.in. rodzinie Kuczborskich z ziemi dobrzyńskiej oraz Wernerowiczom.
- Ogończyk III – odmiana z dwiema rękami w białych rękawach, trzymającymi pół pierścienia. Przysługiwała rodzinom Działyńskich i Grotkowskich.
- Ogończyk IV – odmiana znajdująca się w herbarzu Johanna Siebmachera
- Ogończyk V – odmiana znajdująca się w herbarzu Rola Marszałkowska
- Ogończyk VI
- Ogończyk VII

## Galeria

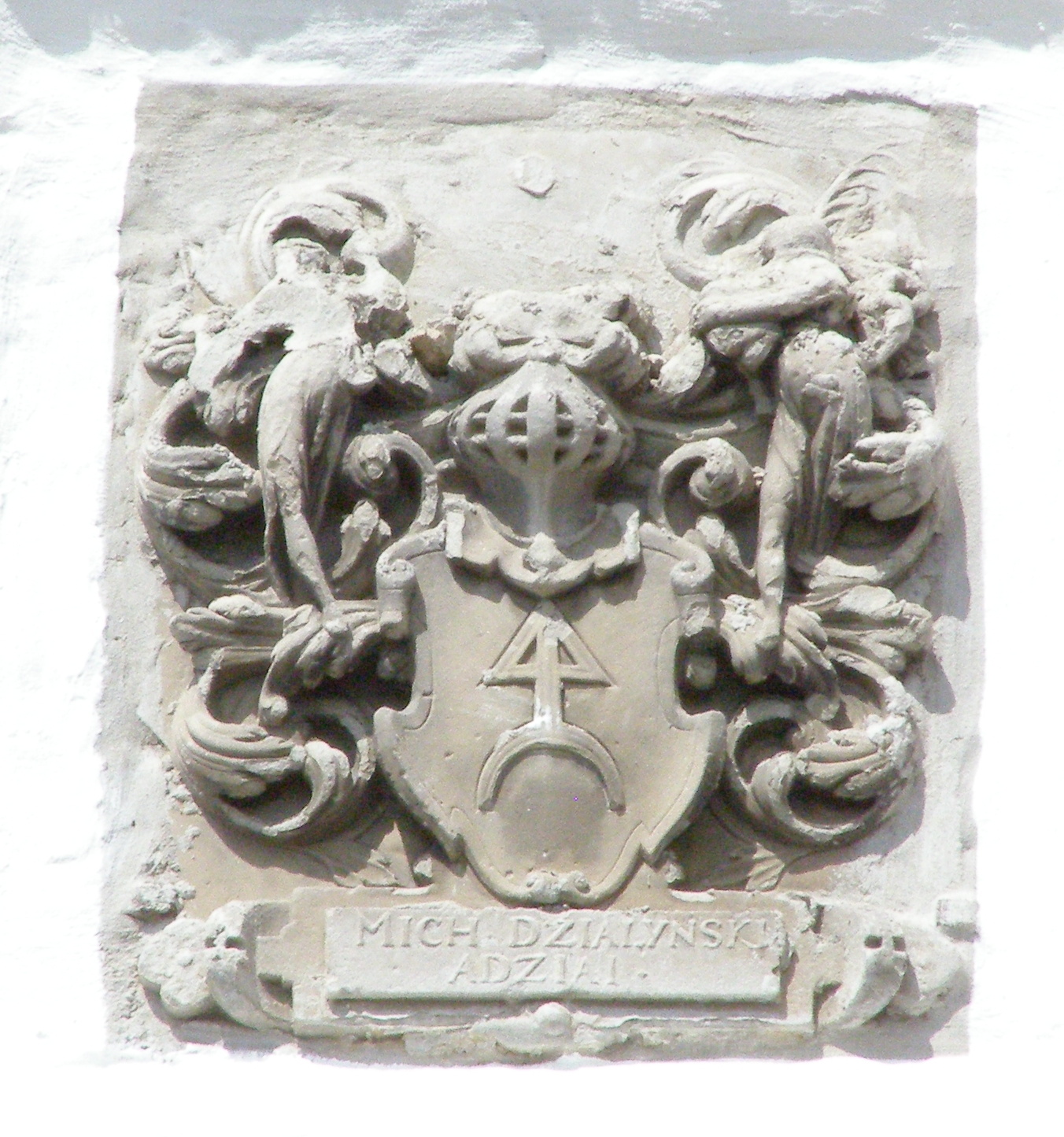
Herb starosty nieszawskiego, Michała Działyńskiego jako detal wieży kościoła św. Jadwigi w Nieszawie.
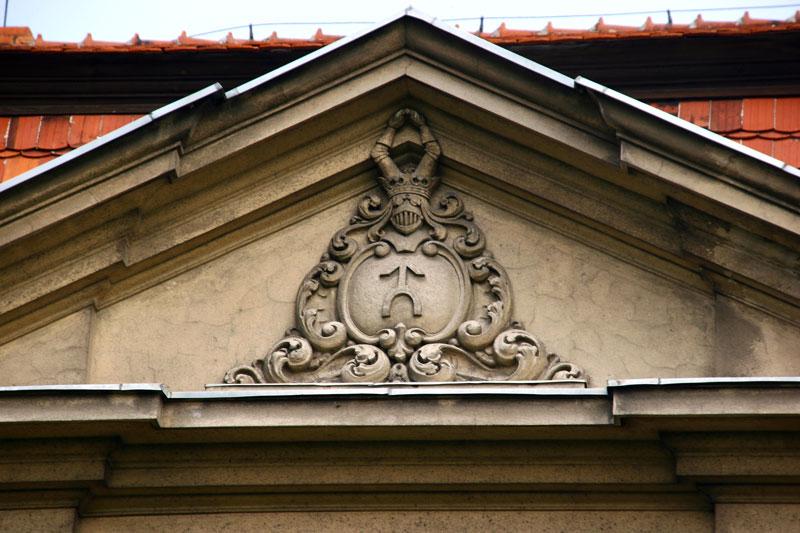
Herb Żółtowskich (Ogończyk) na pałacu w Czaczu.
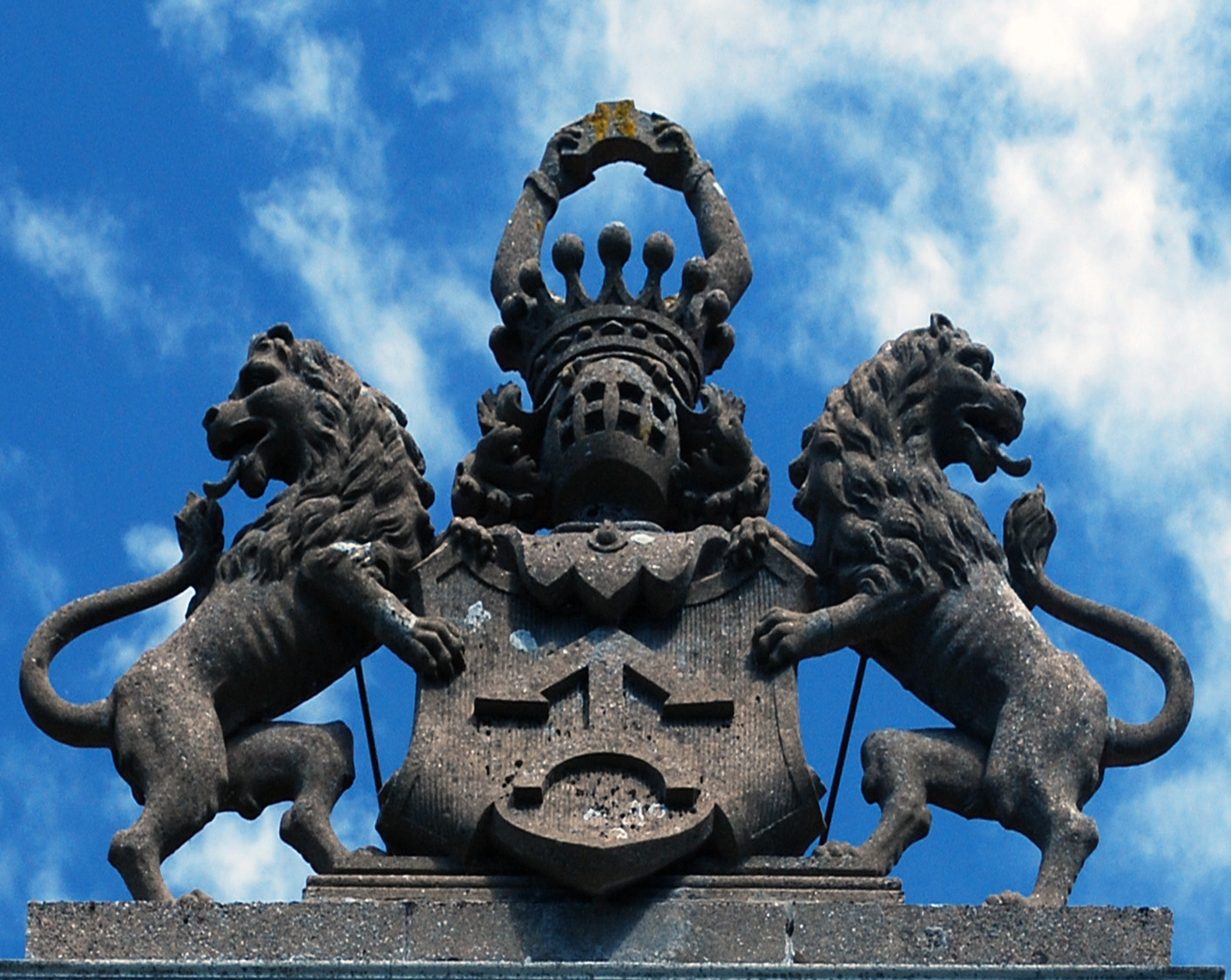
Herb Sierakowskich (Ogończyk) na pałacu w Waplewie Wielkim.
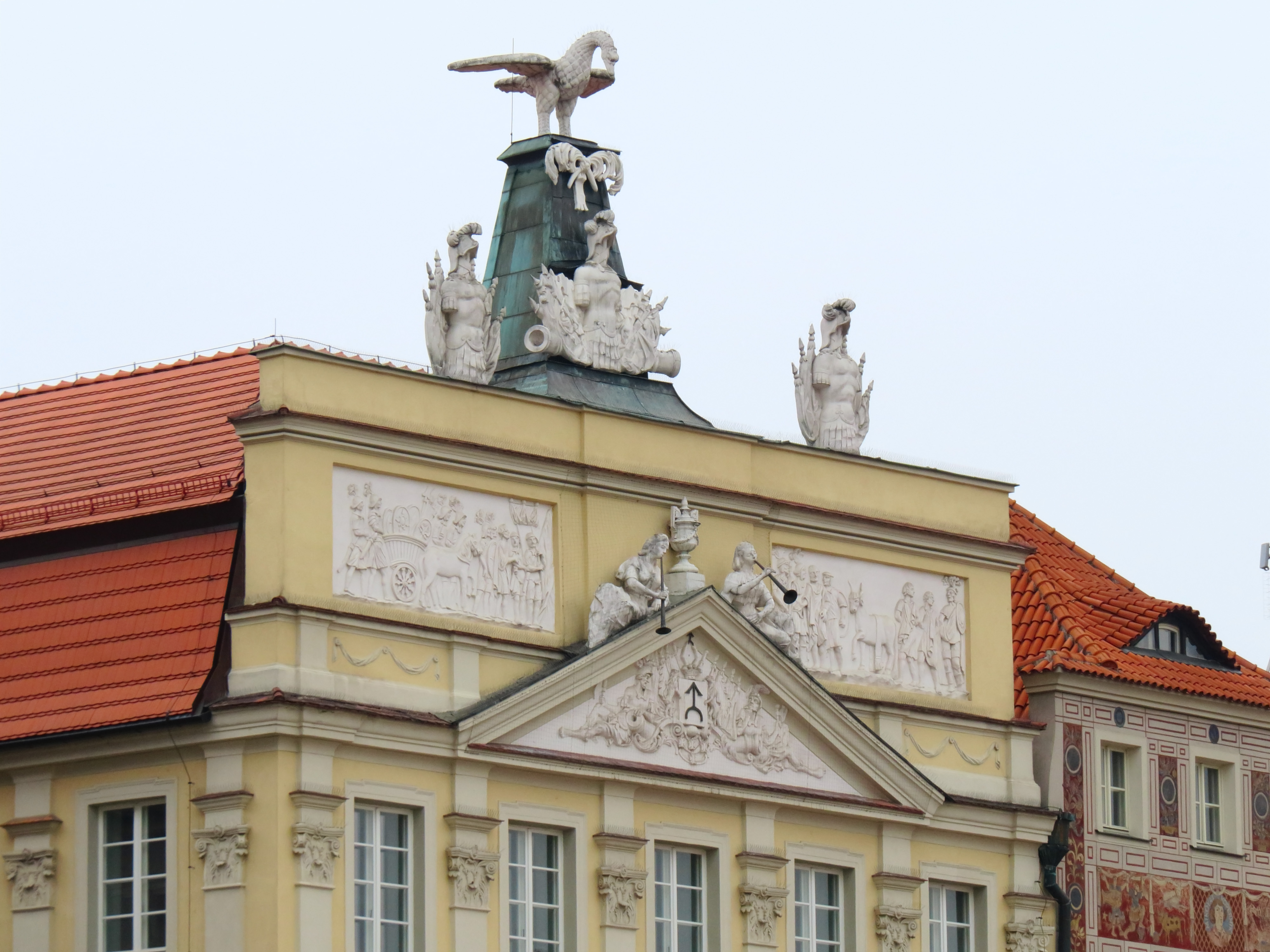
Herb Działyńskich (Ogończyk) na pałacu w Poznaniu.
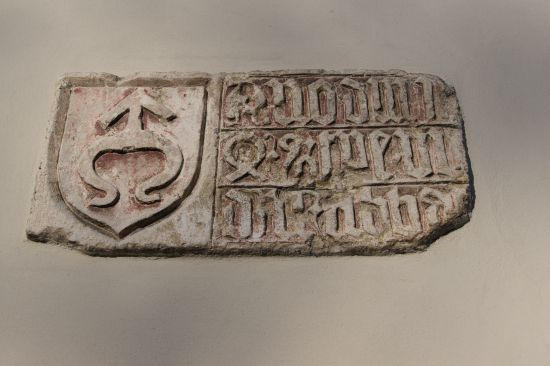
Herb Ogończyk na tablicy fundacyjnej opata jędrzejowskiego, Mikołaja z Rembieszyc w kościele Trójcy Świętej w Jędrzejowie.
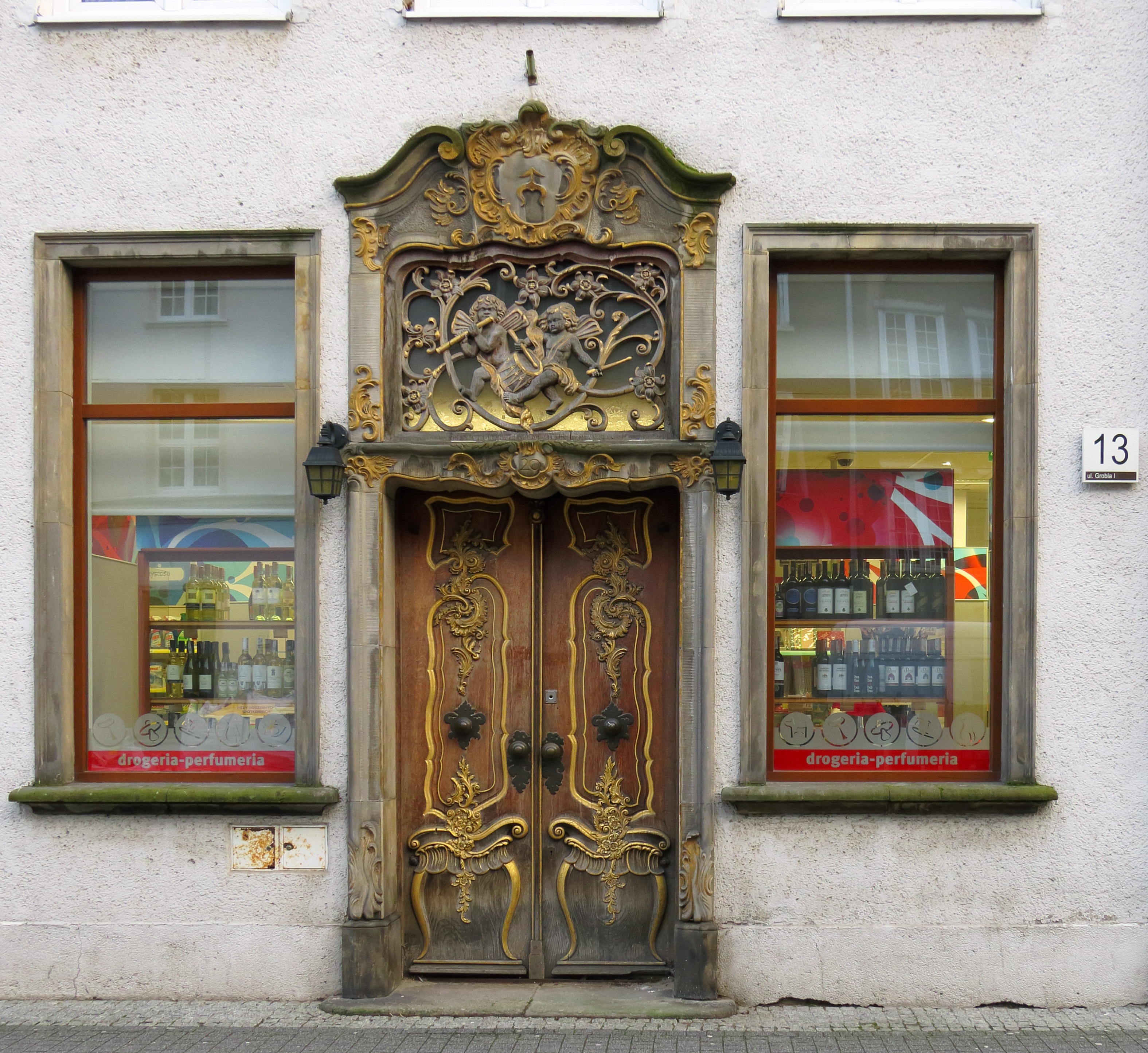
Herb Ogończyk jako zdobienie portalu kamienicy, przy ul. Grobla I 13 w Gdańsku.